# Casa de la Cultura de Barichara
La Casa de la Cultura de Barichara o Casa de la Cultura Emilio Pradilla González se encuentra ubicada frente a la plaza central del municipio de Barichara, Santander, conocido como el pueblo más bonito de Colombia. Este pequeño poblado está anclado en el tiempo, la historia y las tradiciones vivientes entre sus calles empedradas, y se engalana con esta obra arquitectónica del siglo XVIII.

## Historia
La Junta de Acción Comunal Central Alfredo Mutis es la propietaria del inmueble en donde funciona la actual Casa de la Cultura Emilio Pradilla González. Esta adquisición se realizó en compra al padre José Antonio Bustamante Mejía, según reza la escritura pública 015 del 21 de febrero de 1972. En ese momento, su valor fue la suma de 66,000 pesos. La junta estaba presidida por el presbítero socorrano Horacio Sarmiento Acevedo. Curiosamente, en la escritura aparece que la casona sería destinada a albergar la Casa de la Cultura Aquileo Parra. La gobernación de Santander había otorgado a la junta de acción comunal la personería jurídica mediante resolución 0165 del 24 de octubre de 1963.
Sin embargo, los directivos comunales consideraron que la institución debería llamarse Emilio Pradilla González (aunque el nombre completo es Abdón Emilio Francisco Pradilla González). Este ilustre ciudadano había nacido en Barichara el 6 de marzo de 1881. Estudió en el colegio San Pedro Claver de Bucaramanga y luego derecho en la Universidad Nacional de Colombia de Bogotá. Fue gobernador de Santander en 1922 durante el gobierno de Pedro Nel Ospina. Además, se desempeñó como presidente del Centro de Historia de Santander, diputado a la Asamblea, representante a la Cámara y agregado cultural en Lima, así como secretario de la embajada en Caracas. Fue escritor prolífico, poeta y traductor del francés en materia literaria. Murió en Bucaramanga el 14 de noviembre de 1938.
El municipio, mediante acuerdo del consejo 002 del 7 de marzo de 1989, se oficializó denominándola Centro Cultural Casa de la Cultura Emilio Pradilla González.

## Logros
Desde hace más de 10 años, la Casa de la Cultura es dirigida por el licenciado Humberto Muñoz Muñoz, quien ha demostrado gran acierto y dedicación en su gestión. La verdad es que la Casa de la Cultura es uno de los sitios más visitados por propios y turistas, ya que allí se ofrecen muestras y exposiciones artísticas y culturales en forma permanente. Además, permite disfrutar de los gratos recuerdos históricos y culturales de la población a través de medios fotográficos, esculturales y audiovisuales. La edificación es un ejemplo de belleza arquitectónica colonial y su mantenimiento permanente la torna muy agradable. Es justo anotar que todos los eventos culturales y artísticos regionales pasan por el meridiano de esta preciada casona institucional.

### Exposiciones
2024 – Arte como Transformación, Portapaz, muestra colectiva internacional.

## Desafíos
Sin embargo, a pesar de su relevancia cultural, la Casa de la Cultura enfrenta una serie de desafíos económicos que ponen en riesgo su sostenibilidad. Según informes recientes, la institución tiene una deuda millonaria, una situación que ha perdurado durante varios años. Este problema económico ha sido descrito como una de las principales dificultades a las que se enfrenta la Casa, que depende en gran medida de la colaboración de los visitantes, las exposiciones y la renta de espacios. La falta de apoyo efectivo a nivel local, departamental y nacional ha intensificado estos problemas, lo que limita las oportunidades de crecimiento y desarrollo para esta institución clave en la conservación del patrimonio cultural.